# Alcolapia ndalalani
Alcolapia ndalalani är en fiskart som först beskrevs av Lothar Seegers och Tichy, 1999.  Alcolapia ndalalani ingår i släktet Alcolapia och familjen Cichlidae. IUCN kategoriserar arten globalt som sårbar. Inga underarter finns listade i Catalogue of Life.